# Clifford D. Simak
Clifford D. Simak, all'anagrafe Clifford Donald Simak (Millville, 3 agosto 1904 – Minneapolis, 25 aprile 1988), è stato uno scrittore, giornalista e autore di fantascienza statunitense.
Fu insignito di numerosi e prestigiosi premi della letteratura fantastica e fantascientifica come il premio Hugo, il Nebula e il Grand Master Award alla carriera, ricevuto nel 1977.

## Biografia e carriera

### Primi anni
Clifford D. Simak nacque a Millville, nel Wisconsin, figlio di John Lewis Simak, originario boemo, e di Margaret Wiseman. Egli visse la sua giovinezza in campagna e ciò già spiega gli scenari agresti, tipici d'altronde di tutto il Midwest americano, che delineano il corpus delle sue opere letterarie.
Studiò giornalismo all'Università del Wisconsin e, a partire dagli anni trenta, collaborò con diverse testate di Michigan, Iowa, Carolina del Nord e Missouri. Legò la sua professione di giornalista principalmente al Minneapolis Star and Tribune di Minneapolis, in Minnesota, per il quale lavorò dal 1939 sino al 1976, occupandosi regolarmente di una rubrica settimanale di divulgazione scientifica. Divenne fra l'altro editore del Minneapolis Star nel 1949 e coordinatore del Minneapolis Tribune e del Science Reading Series nel 1961.
Sposatosi il 13 aprile 1929 con Agnes Kuchenberg, ebbe da lei due figli, Scott e Shelley.

### Esordi letterari

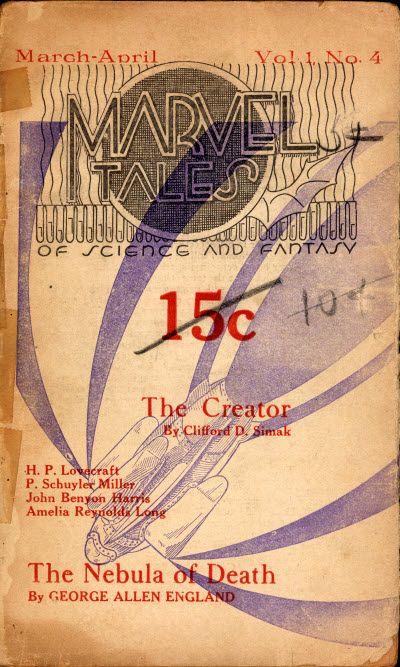
La rivista Marvel Tales, marzo-aprile 1935, in cui fu pubblicato il racconto Il creatore (The Creator)

Nel 1931 Simak iniziò a scrivere fantascienza per le riviste pulp con il racconto d'esordio Il mondo del sole rosso (World of the Red Sun), pubblicato su Wonder Stories, ma uscì dal settore nel 1933. L'unica opera "di genere" scritta fra il 1933 e il 1937 fu Il creatore (The Creator, 1935, sul periodico Marvel Tales), una storia con implicazioni religiose piuttosto insolita nel panorama della fantascienza dell'epoca: in essa s'immagina che l'idea dell'onnipotenza divina sia falsa, e che anzi il dio venerato da gran parte dei terrestri non sia altro che l'abitatore di un universo più avanzato, raggiungibile con una nave interstellare.
Quando John W. Campbell iniziò a ridefinire il genere verso il 1937, Simak tornò alla fantascienza come collaboratore regolare della rivista Astounding Stories nel periodo 1938-1950, diventando uno dei protagonisti della cosiddetta Età d'oro della fantascienza (Golden Age). Le sue prime pubblicazioni, come il romanzo Ingegneri cosmici del 1939, poi riveduto nel 1950, seguivano la tradizione del sottogenere della superscienza perfezionato da E. E. "Doc" Smith.
Ben presto sviluppò uno stile più personale e si distinse per la tendenza, rara tra gli autori di fantascienza degli anni quaranta e cinquanta, a incentrare le storie su aspetti più umani che tecnologici, prediligendo gli scenari rurali e le descrizioni d'ambiente e facendo ricorso a uno stile di scrittura definito "gentile" e "pastorale" e anche, secondo le parole di Asimov, "semplice e limpido" (simple and uncluttered). Il tipico alieno di Simak è un personaggio tranquillo, riflessivo, antieroico o addirittura filosofo, come il Juwain di Anni senza fine, piuttosto che il "cattivo" invasore della fantascienza più tradizionale. Per Simak la "fratellanza universale" era uno dei suoi temi più cari e non è raro incontrare nei suoi scritti veri e propri tentativi di formulazione di un'etica "cosmica".

### Anni senza finee le altre opere mature
Il primo dei romanzi di Simak ad ottenere ampia popolarità fu Oltre l'invisibile (Time and Again, 1951), il cui protagonista è un uomo che viaggia nel tempo: l'opera si pone in equilibrio fra l'avventura e il sense of wonder, tipici della space opera, e le aspirazioni umanistiche e intimistiche che saranno il perno del suo stile.
Il suo romanzo più noto, definito anche "il manifesto della moderna fantascienza", è però Anni senza fine (1952, conosciuto anche col titolo originale City), i cui capitoli sono in effetti una sequenza di otto racconti interconnessi, scritti nell'arco di tempo compreso tra il 1944 e il 1952, più un Epilogo, aggiunto nel 1973 e presente dunque solo nelle edizioni successive del libro. Vincitrice dell'International Fantasy Award nel 1953, Anni senza fine è l'epopea della famiglia Webster partendo da un futuro prossimo fino ad attraversare i secoli. Le specie che vivono sulla terra subiscono trasformazioni e mutazioni, si affacciano di volta in volta nuovi tipi di civiltà mentre il pianeta sembra vivere più d'una rinascita: filo conduttore è Jenkins, automa/maggiordomo devoto alla famiglia Webster che assume le funzioni di memoria storica dell'umanità, fino a diventare l'unico riferimento realmente "umano" nonché protagonista malinconico dell'ultimo Epilogo. Caratterizzato da tratti fiabeschi e riferimenti mitici, il libro rappresenta i sogni e le paure dell'essere umano nel contesto in cui è inserito.
Durante la stesura di Anni senza fine, Simak pubblicò anche una serie di storie di guerra e western, sempre per riviste pulp, ma sono gli scritti fantastici ad aver destato maggiore attenzione: L'anello intorno al sole (Ring Around the Sun, sempre del 1952, tradotto in passato anche come Mondi senza fine) e il racconto lungo Il grande cortile (The Big Front Yard, 1958, vincitore del premio Hugo), nei quali si ripropone la dicotomia fra scenari agresti e scenari urbani. Del 1957 è il racconto Lulu, sulle avventure di un'astronave innamorata del suo equipaggio di tre uomini.
Simak scrisse varie opere di successo anche negli anni sessanta. Nel 1964 ottenne per la seconda volta l'Hugo grazie al romanzo La casa dalle finestre nere (Way Station, 1963), il cui protagonista è il guardiano solitario dell'unica stazione galattica della Terra, nell'eventualità che arrivino viaggiatori da altri mondi. Il viaggio nel tempo si ripropone al centro della storia con Infinito (Why Call Them Back From Heaven?, 1967), i cui uomini si fanno ibernare nella speranza che venga un giorno scoperta la ricetta dell'immortalità; L'ospite del senatore Horton (The Werewolf Principle, 1967) si fonda su un plot enigmatico e vagamente inquietante; in Pescatore di stelle (Time Is the Simplest Thing, 1961) il protagonista riesce a sondare le profondità dello spazio con le sole forze della mente.
Il tema della "fratellanza universale" è sviluppato da Simak a partire dall'idea che essa sarebbe possibile se, in futuro, si diffondessero i poteri extrasensoriali, in primo luogo la telepatia; questa aiuterebbe a superare i problemi di incomprensione e incomunicabilità, portando le specie viventi ad un certo grado di empatia.

### L'ultimo periodo
La qualità delle produzioni più lunghe di Simak iniziò a diminuire nel corso degli anni settanta, pari passo col peggiorare delle sue condizioni di salute, anche se i racconti brevi continuarono ad essere ben accolti: un esempio per tutti è La grotta dei cervi danzanti (Grotto of the Dancing Deer, 1981), che fu omaggiato, ultimo fra i suoi scritti, da diversi premi del settore.
Se titoli come La riserva dei folletti (The Goblin Reservation, 1968), Fuga dal futuro (Our Children's Children, 1973) o Pellegrinaggio vietato (Enchanted Pilgrimage, 1975) rappresentano soprattutto esempi di science-fantasy, gli ultimi romanzi come Mastodonia (id., 1978) ed I visitatori (The Visitors, 1980) parlano della contrapposizione uomo-natura, del conflitto fra il progresso ed i valori dell'uomo, dando una visione pessimistica secondo cui alcuni impulsi distruttivi sono innati nell'essere umano e che per alcuni ĺsuoi errori non c'è rimedio.
Fra mille difficoltà, dovute alla precarietà della sua salute, Simak riuscì, nel 1986, a completare e pubblicare il suo ultimo romanzo, La strada dell'eternità (Highway of Eternity). Morì due anni dopo al Riverside Medical Center di Minneapolis, all'età di 83 anni.
Considerato uno dei massimi scrittori della fantascienza "classica", fu il terzo, nel 1977, a ricevere l'onorificenza del Damon Knight Memorial Grand Master Award alla carriera. Isaac Asimov, il cui pensiero era distante da quello di Simak, riconobbe la propria ammirazione: "È una delle tre persone alle quali devo la mia formazione e carriera di scrittore. Devo ringraziare John Campbell e Fred Pohl di precetto, e Cliff Simak per il suo esempio" (He is the third of three people, then, who formed my writing career. John Campbell and Fred Pohl did it by precept, and Cliff Simak by example). Robert A. Heinlein arrivò ad affermare che "fin dai primi anni Trenta, leggere fantascienza è leggere Simak" (since the earliest thirties, to read science fiction is to read Simak).
In una postfazione al romanzo Camminavano come noi (They Walked Like Men), ha scritto Giuseppe Lippi:

## Opere

### Ciclo della Città

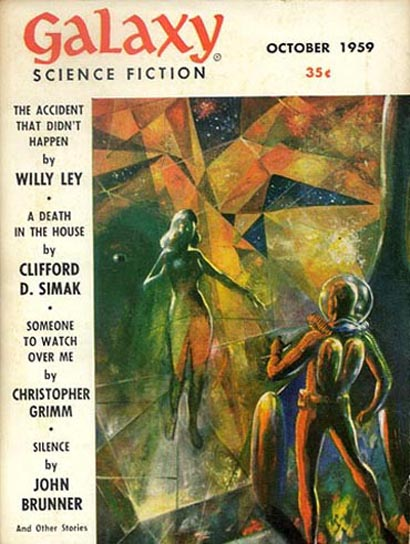

Saga composta da otto racconti apparsi originariamente su rivista e riuniti dall'autore nel romanzo fix-up Anni senza fine (City), Gnome Press, 1952; trad. Tom Arno, I romanzi di Urania 18, Arnoldo Mondadori Editore, 20 Giugno 1953; trad. Giorgio Monicelli, 1964, nella collana "I massimi della fantascienza", a cura di C. Fruttero e F. Lucentini, 1984 Arnoldo Mondadori Editore. Nell'edizione in volume gli otto episodi sono interconnessi da una cornice narrativa composta appositamente e scandita in un prologo e otto interludi.
1. "Città" ("City"), Astounding Science Fiction maggio 1944.
2. "Formicaio" ("Huddling Place"), Astounding Science Fiction luglio 1944.
3. "Censimento" ("Census"), Astounding Science Fiction settembre 1944.
4. "Diserzione" ("Desertion"), Astounding Science Fiction novembre 1944.
5. "Paradiso" ("Paradise"), Astounding Science Fiction giugno 1946.
6. "Passatempi" ("Hobbies"), Astounding Science Fiction novembre 1946.
7. "Esopo" ("Aesop"), Astounding Science Fiction dicembre 1947.
8. "Il modo semplice" ("The Trouble with Ants" poi "The Simple Way"), Fantastic Adventures gennaio 1951.

Vent'anni dopo il completamento della serie, Simak la espanse con un ulteriore nono racconto:
- "Epilogo" ("Epilog"), nell'antologia Astounding: John W. Campbell Memorial Anthology, a cura di Harry Harrison, Random House, 1973.

Quest'ultimo episodio venne aggiunto al romanzo fix-up in occasione della ristampa Ace Books (1981), ma dato che l'autore non era completamente soddisfatto dalla nuova conclusione alcune ristampe dell'opera scartano il racconto aggiuntivo e si attengono al testo originario del 1952.

### Romanzi autoconclusivi
- Ingegneri cosmici (Cosmic Engineers), serializzato in tre puntate in Astounding Science-Fiction marzo, aprile e maggio 1939; prima pubblicazione rilegata Gnome Press, 1950. Trad. Maurizio Cesari, Galassia 81, Casa Editrice La Tribuna, Settembre 1967.
- Impero (Empire), collaborazione non accreditata con John W. Campbell, Galaxy Science Fiction Novel 7, World Editions, Inc., 1951. Trad. Ugo Malaguti, Opere di Clifford D. Simak 4, Perseo Libri, 1995.
- Oltre l'invisibile (Time Quarry poi Time and Again), serializzato in tre puntate in Galaxy Science Fiction ottobre, novembre e dicembre 1950; prima pubblicazione rilegata Simon & Schuster, 1951. Trad. Giorgio Monicelli serializzato in dodici puntate in appendice a I romanzi di Urania da 1 a 12, Arnoldo Mondadori Editore, dal 10 ottobre 1952 al 20 marzo 1953.
- L'anello intorno al sole o Mondi senza fine (Ring Around the Sun), serializzato in tre puntate in Galaxy Science Fiction dicembre 1952 e gennaio e febbraio 1953; prima pubblicazione rilegata Simon & Schuster, 1953. Trad. ignota, serializzato in venti puntate in appendice a I romanzi di Urania da 86 a 105, Arnoldo Mondadori Editore, dal 7 Luglio 1955 al 17 Novembre 1955.
- La Macchina dei Sogni (Worlds Without End), Future Science Fiction inverno 1956-1957; prima edizione rilegata nella raccolta Worlds Without End, Belmont Books, 1964. Trad. Sebastiano Fusco, Futuro. Biblioteca di Fantascienza 28, Fanucci Editore, 1977.
- Pescatore di stelle o Il labirinto del cosmo (Time is the Simplest Thing), serializzato in quattro puntate in Analog Science Fiction and Fact aprile, maggio, giugno e luglio 1961; prima pubblicazione rilegata Doubleday, 1961. Trad. Lidia Lax, I Romanzi del Cosmo 114, Ponzoni Editore, 31 Dicembre 1962.
- All'ombra di Tycho (The Trouble With Tycho), Amazing Stories ottobre 1961; prima edizione rilegata nel volume doppio Bring Back Yesterday / The Trouble with Tycho, Ace Double D-517, Ace Books, 1961. Trad. Lella Pollini, Galassia 17, Casa Editrice La Tribuna, 15 Maggio/15 Giugno 1962.
- Camminavano come noi (They Walked Like Men), Doubleday, 1962. Trad. Stefano Torossi, Urania 315, Arnoldo Mondadori Editore, 25 Agosto 1963.
- La casa dalle finestre nere o Qui si raccolgono le stelle (Here Gather the Stars poi Way Station), serializzato in due puntate in Galaxy Magazine giugno e agosto 1963; prima pubblicazione rilegata Doubleday, 1963. Trad. Roberta Rambelli nell'omnibus Terrestri e no, Science Fiction Book Club 1, Casa Editrice La Tribuna, Giugno 1963.
- Il villaggio dei fiori purpurei (All Flesh Is Grass), Doubleday, 1965. Trad. Ugo Malaguti, Galassia 105, Casa Editrice La Tribuna, Settembre 1969.
- Infinito (Why Call Them Back From Heaven?), Doubleday, 1967. Trad. Ugo Malaguti, Galassia 100, Casa Editrice La Tribuna, Aprile 1969.
- L'ospite del senatore Horton (The Werewolf Principle), G. P. Putnam's Sons, 1967. Trad. Mario Galli, Urania 495, Arnoldo Mondadori Editore, 25 Agosto 1968.
- La riserva dei folletti o Tempo senza tempo (The Goblin Reservation), serializzato in due puntate in Galaxy Magazine aprile e giugno 1968; prima pubblicazione rilegata G. P. Putnam's Sons, 1968. Trad. Carlo Pagetti, Science Fiction Book Club 40, Casa Editrice La Tribuna, Maggio 1970.
- L'immaginazione al potere (Out of Their Minds), G. P. Putnam's Sons, 1970. Trad. Beata Della Frattina, Urania 559, Arnoldo Mondadori Editore, 7 Febbraio 1971.
- La bambola del destino (Destiny Doll), G. P. Putnam's Sons, 1971. Trad. Ugo Malaguti, Slan. Il Meglio della Fantascienza 16, Libra Editrice, 1973.
- La scelta degli dei (A Choice of Gods), G. P. Putnam's Sons, 1972. Trad. Roberta Rambelli, Futuro. I Pocket di Fantascienza 6, Fanucci Editore, 1973.
- I giorni del silenzio (Cemetery World), serializzato in tre puntate in Analog Science Fiction/Science Fact novembre e dicembre 1972 e gennaio 1973; prima pubblicazione rilegata G. P. Putnam's Sons, 1973. Trad. Ugo Malaguti, Slan. Il Meglio della Fantascienza 18, Libra Editrice, 1973.
- Fuga dal futuro (Our Children's Children), serializzato in due puntate in Worlds of If maggio-giugno e luglio-agosto 1973; prima pubblicazione rilegata G. P. Putnam's Sons, 1974. Trad. Beata Della Frattina, Urania 656, Arnoldo Mondadori Editore, 27 Ottobre 1974.
- Pellegrinaggio vietato o Pellegrinaggio incantato (Enchanted Pilgrimage), Berkley/Putnam, 1975. Trad. Maria Benedetta De Castiglione, Urania 685, Arnoldo Mondadori Editore, 7 Dicembre 1975.
- Il pianeta di Shakespeare (Shakespeare's Planet), Berkley/Putnam, 1976. Trad. Roberta Rambelli, Slan. Il Meglio della Fantascienza 38, Libra Editrice, 1978.
- La casa dei mille mondi (Auk House), nell'antologia Stellar 3, a cura di Judy-Lynn del Rey, Del Rey/Ballantine, 1977. Trad. Ugo Malaguti in [La casa dei mille mondi], Nova SF* a. XI (XXIX) n. 26 (68), Perseo Libri, Novembre 1995.
- Eredità di stelle (A Heritage of Stars), Berkley/Putnam, 1977. Trad. Roberta Rambelli, Slan. Il Meglio della Fantascienza 35, Libra Editrice, 1978.
- La compagnia del talismano (The Fellowship of the Talisman), Del Rey/Ballantine, 1978. Trad. Roberta Rambelli, Slan. Il Meglio della Fantascienza 47, Libra Editrice, 1979.
- Mastodonia (Mastodonia o Catface), Del Rey/Ballantine, 1978. Trad. Beata Della Frattina, Urania 762, Arnoldo Mondadori Editore, 19 Novembre 1978.
- I visitatori (The Visitors), serializzato in tre puntate in Analog Science Fiction/Science Fact ottobre, novembre e dicembre 1980; prima pubblicazione rilegata Del Rey/Ballantine, 1980. Trad. Giuseppe Lippi, Urania 887, Arnoldo Mondadori Editore, 10 Maggio 1981.
- Il Papa definitivo (Project Pope), Del Rey/Ballantine, 1981. Trad. Roberta Rambelli, Cosmo Serie Oro. Classici della Narrativa di Fantascienza 60, Editrice Nord, 1983.
- Là dove alberga il male (Where the Evil Dwells), Del Rey/Ballantine, 1982. Trad. Lella Moruzzi, Opere di Clifford D. Simak 32, Perseo Libri, 2006.
- Il cubo azzurro (Special Deliverance), Del Rey/Ballantine, 1982. Trad. Roberta Rambelli, Cosmo. Collana di Fantascienza 144, Editrice Nord, 1984.
- La strada dell'eternità (Highway of Eternity o Highway to Eternity), Del Rey/Ballantine, 1986. Trad. Riccardo Valla, Urania 1043, Arnoldo Mondadori Editore, 1 Marzo 1987.

### Racconti pubblicati in formatochapbook
- Il creatore (The Creator), Marvel Tales of Science and Fantasy marzo-aprile 1935; prima pubblicazione rilegata Fantasy Publications, 1946. Trad. Gianni Pilo, nell'antologia Tutte le storie di Frankenstein a cura di Stephen Jones, I Nuovi Best-seller 15, Newton Compton Editori, 1 Febbraio 1996.

### Raccolte di racconti
- Stranieri nell'universo (Strangers in the Universe, 1956; contenuto revisionato nel 1957 e 1958)
- The Worlds of Clifford Simak, 1960
- Aliens for Neighbours, 1961 (ristampa per la Gran Bretagna di The Worlds of Clifford Simak)
- All the Traps of Earth and Other Stories, 1962 (contenuto revisionato nel 1963)
- Other Worlds of Clifford Simak, 1962
- The Night of the Puudly, 1964 (ristampa per la Gran Bretagna All the Traps of Earth and Other Stories)
- Worlds Without End , 1964
- Best Science Fiction Stories of Clifford Simak , 1967
- So Bright the Vision , 1968
- The Best of Clifford D. Simak, 1975
- Sette ombre azzurre (Skirmish: The Great Short Fiction of Clifford D. Simak , 1977)
- Brother And Other Stories , 1986
- The Marathon Photograph and Other Stories , 1986
- Off-Planet, 1989
- The Autumn Land and Other Stories, 1990
- Immigrant and Other Stories, 1991
- The Creator and Other Stories, 1993
- Over the River and Through the Woods: The Best Short Fiction of Clifford D. Simak , 1996
- The Civilisation Game and Other Stories , 1997

### Saggistica
- The Solar System: Our New Front Yard, 1962
- Trilobite, Dinosaur, and Man: The Earth's Story, 1965
- Wonder and Glory: The Story of the Universe, 1969
- Prehistoric Man: The Story of Man's Rise to Civilization, 1971

### Curatele editoriali
- From Atoms to Infinity: Readings in Modern Science, 1965
- The March of Science, 1971
- Nebula Award Stories #6, 1971
- The Best of Astounding, 1978

## Adattamenti filmici
- Good Night, Mr. James adattato come The Duplicate Man su The Outer Limits nel 1964. Simak dice che questa è una "storia viziosa - così viziosa che è l'unica delle mie storie adattate dalla televisione".

Racconto breve pubblicato in Italia sul n.7 del maggio 1953 della Rivista Urania, col titolo Buona notte, signor James

## Riconoscimenti
- International Fantasy Award per il miglior romanzo 1953 per City (Anni senza fine)
- Premio Hugo per il miglior romanzo breve 1959 per The Big Front Yard (L'aia grande)
- Premio Hugo per il miglior romanzo 1964 per Way Station (Qui si raccolgono le stelle)
- Minnesota Academy of Science Award per meriti scientifici 1967
- First Fandom Hall of Fame Award 1973
- Damon Knight Memorial Grand Master Award 1976
- Premio Jupiter per il miglior romanzo 1978 per Eredità di stelle (A Heritage of Stars)
- Premio Hugo per il miglior racconto 1981 per Grotto of the Dancing Deer (La grotta dei cervi danzanti)
- Premio Nebula per il miglior racconto 1981 per Grotto of the Dancing Deer (La grotta dei cervi danzanti)
- Premio Locus per il miglior racconto 1981 per Grotto of the Dancing Deer (La grotta dei cervi danzanti
- Analog Analytical Laboratory Award per il miglior racconto 1981 per Grotto of the Dancing Deer (La grotta dei cervi danzanti)
- Bram Stoker Lifetime Achievement Award 1988